# یواس‌اس دسپچ (اس‌پی۶۸)
یواس‌اس دسپچ (اس‌پی۶۸) (به انگلیسی: USS Despatch (SP-68)) یک کشتی بود که طول آن ۱۶۷ فوت ۹ اینچ (۵۱٫۱۳ متر) بود. این کشتی در سال ۱۹۱۳ ساخته شد.